# Maisons sur la colline
Maisons sur la colline est un tableau réalisé par Pablo Picasso durant l'été 1909 à Horta de Ebro. Cette huile sur toile cubiste est un paysage urbain. Un temps la propriété de Leo et Gertrude Stein, elle est aujourd'hui conservée au musée Berggruen, à Berlin.

## Expositions
- Le Cubisme, Centre national d'art et de culture Georges-Pompidou, Paris, 2018-2019.